# The Decorator
The Decorator é um curta-metragem de comédia mudo norte-americano, realizado em 1920, com o ator cômico Oliver Hardy.

## Elenco
- Jimmy Aubrey - Jimmy
- Oliver Hardy - Babe, um milionário (como Babe Hardy)
- Kathleen Myers - (como Catherine Myers)
- Jack Lloyd
- Evelyn Nelson